# Dilektepe
Dilektepe (kurd. Minar) ist ein Dorf und Hauptort des gleichnamigen Bucak im Landkreis Baykan der türkischen Provinz Siirt. Dilektepe liegt in Ostanatolien auf 1.170 m über dem Meeresspiegel, ca. 20 km südlich von Baykan.
Das Dorf hatte bis zur Umbenennung mehrere Namen. Es wurde sowohl Minar als auch Zeligar genannt. Der Name Minar ist heute noch gebräuchlich und beim Katasteramt registriert.
Dilektepe hatte im Jahr 1980 insgesamt 392 Einwohner. 2009 hatte die Ortschaft 318 Einwohner.